# Ravenloft
Ravenloft è un'ambientazione del gioco di ruolo Dungeons & Dragons. È un mondo alternativo denominato "Semipiano del Terrore" e presenta una serie di diverse terre chiamate "Domini", letteralmente strappate dai loro piani d'origine e collocate su questo piano da quelle che sono conosciute solo come "Potenze Oscure". Ogni dominio ha il suo "Signore Oscuro", persona o creatura che ha commesso uno o più azioni così malvagie da attirare l'attenzione delle Potenze Oscure, che governa la propria terra.
I Signori Oscuri sono imprigionati nei loro domini ma possono uscirne in alcune situazioni o in concomitanza a eventi particolari (allineamenti celesti o altro). La maggior parte di loro percepisce l'arrivo di uno straniero e può impedire l'uscita a chiunque, bloccando il territorio con un solo pensiero. All'interno dei loro domini sono continuamente in preda al tormento di non riuscire ad ottenere ciò che più di tutto desiderano, che è spesso, ironicamente, ciò per cui hanno commesso il crimine che ha attirato l'attenzione delle Potenze Oscure (vedi Lord Strahd). I desideri e le motivazioni di ogni Signore Oscuro differiscono: alcuni cercano l'amore, altri sono affamati di gloria, altri ancora rivogliono la perduta umanità.

## Ambientazione
Ravenloft è un'ambientazione orientata verso l'horror gotico. Le scene sono tendenti a situazioni piene di suspense, con lo scopo di risultare paurose o angoscianti per i personaggi giocanti. I personaggi vedono il loro comportamento mutare lentamente, poiché rischiano di cadere sotto l'influsso delle "Potenze Oscure", (ovvero coloro che hanno trascinato in questo semipiano ogni singolo signore oscuro) attraverso un sistema di gioco chiamato "controllo delle potenze oscure" e di trasformarsi gradualmente in figure maligne.
Ravenloft è famoso per il suo utilizzo di personaggi di finzione tratti dalla letteratura horror e gotica, e, di rado, di figure storiche. Tra gli esempi il conte Strahd von Zarovich e Vlad Drakov, che sono rispettivamente impersonificazioni del conte Dracula di Bram Stoker e della sua ispirazione storica Vlad Ţepeş; il dottor Victor Mordenheim e la sua creazione, Adam, impersonificazioni del dottor Frankenstein di Mary Shelley e della sua Creatura; e Frantisek Markov, l'impersonificazione del Dottor Moreau di H.G. Wells. I Gitani sono una rappresentazione stereotipata degli zingari ispirata a film horror. Alcune donne vistani hanno spesso poteri di chiaroveggenza chiamata "la vista", per questo fanno uso dei Tarokka, una versione fantasy dei tarocchi, creati per loro, o da loro stesse, facendo di ogni mazzo un oggetto non solo magico ma unico.
Oltre ad affidarsi al mondo della letteratura horror, Ravenloft ha incorporato personaggi e caratteristiche dalle ambientazioni Dungeons & Dragons già esistenti. Lord Soth, un ex paladino proveniente dall'ambientazione Dragonlance, appare come Signore Oscuro in Ravenloft, come il lich Azalin Rex di Greyhawk, e così anche la Divinità Oscura Vecna e il suo luogotenente traditore, il vampiro Kas. Le magiche nebbie di Ravenloft possono comparire ovunque nell'universo Dungeons & Dragons, trascinando i malvagi (o i personaggi giocanti) nell'ambientazione di Ravenloft. Ravenloft ha persino generato le proprie varianti dei piani canonici, contaminando i piani esistenti con la propria energia gotica. I piani contaminati sono il Semipiano dei Sogni e i Piani Elementali della Terra, Aria, Acqua e Fuoco. Il contaminato Semipiano dei Sogni crea il Dominio chiamato Lande dell'Incubo, mentre dai Piani Elementali sorgono i Semipiani della Tomba, Nebbia, Sangue e Rogo.

## Sistema di gioco
Dal 2001, Ravenloft adotta il d20 System, con poche modifiche. Sono presenti ulteriori tiri salvezza in Ravenloft: Paura, Orrore e Pazzia, oltre ai soliti Tempra, Volontà e Riflessi. Sono state aggiunte nuove Classi di Prestigio, magie e abilità.

## Le Potenze Oscure
Le Potenze Oscure sono delle forze malvagie delle campagne di ambientazione Ravenloft per Dungeons & Dragons. La loro esatta natura e numero sono tenuti appositamente vaghi, permettendo così lo sviluppo di una trama in accordo con la tradizione narrativa del romanzo gotico — dove gli eroi sono di frequente surclassati da forze malvagie sconosciute al di fuori del loro controllo.
Le Potenze Oscure più spesso fungono da meccanismo narrativo per Ravenloft, in particolare modo al riguardo dei Signori Oscuri, i dominatori visibili del Semipiano di Ravenloft. Mentre i giocatori sono spesso tormentati e avversati dai Signori Oscuri, i Signori Oscuri, a loro volta, sono tormentati e avversati dalle Potenze Oscure. Naturalmente, la differenza sta nella scala di potere— mentre molte avventure di D&D si basano sul concedere a un gruppo di eroi di sconfiggere un Signore Oscuro (nello spirito del romanzo Dracula di Bram Stoker), una vittoria del genere contro le Potenze Oscure è inconcepibile.
Spesso le Potenze Oscure manifestano i loro desideri e obiettivi per mezzo di sottili manipolazioni del destino. Perciò, i numerosi tentativi di Strahd von Zarovich di riconquistare il suo amore, Tatyana, sono destinati al fallimento, ma le Potenze Oscure fanno in modo che lui non perda mai del tutto la speranza. Ogni volta, per esempio, le azioni dello stesso Strahd potrebbero essere le colpevoli del suo fallimento, e così facendo potrebbe indugiare a recriminare su sé stesso, piuttosto che maledire solamente gli dei e rinunciare. Molti altri Signori Oscuri hanno simili storie di frustrazione, che si fa sempre più insopportabile poiché il barlume di un possibile successo non si estingue mai del tutto.
Tuttavia, non tutti i Signori Oscuri riconoscono direttamente le Potenze Oscure. Strahd, per esempio, nelle proprie memorie, parla solo di una forza conosciuta come "Morte", che lo deride con le voci della sua famiglia e dei suoi colleghi in vita. Vlad Drakov, le cui spedizioni militari sono costantemente destinate al fallimento, sembra persino totalmente inconsapevole di un qualsiasi fattore immortale nelle sue continue sconfitte.
Le Potenze Oscure sembrano capaci anche di manipolazioni non malvagie. Sebbene le loro macchinazioni siano spesso direttamente responsabili della miseria di molti degli abitanti di Ravenloft, compaiono anche nel ruolo di dispensatori di giustizia. Alcune storie di innocenti, scappati da Ravenloft per lidi più gioiosi, sono attribuite alle Potenze Oscure, che hanno giudicato un essere degno di ricompensa e lo hanno liberato dal loro dominio nebbioso.

## Storia
Dapprima pubblicato come un semplice modulo di avventura di Advanced Dungeons & Dragons dal nome Ravenloft, divenne abbastanza popolare da generare un libro, un seguito del modulo (I10: La Casa a Gryphon Hill), e nel 1990 fu lanciato come campagna vera e propria nel box Reame del Terrore, conosciuto anche come la "Scatola Nera". L'ambientazione della campagna fu revisionata due volte durante la seconda edizione. Nel 1991, la "Scatola Nera" vinse l'Origins Award come "Migliore Presentazione Grafica di un Gioco di Ruolo, Avventura, o Supplemento del 1990".
TSR ha pubblicato anche una serie di romanzi ambientati a Ravenloft. Ogni romanzo è basato su uno dei signori oscuri che abitano il mondo di Ravenloft, e vari si focalizzano sulla figura del Conte Strahd von Zarovich.
Ravenloft ebbe la licenza della Arthaus Games per Dungeons & Dragons 3.0 e 3.5 e pubblicato da White Wolf Game Studio tramite la stampa dei Sword & Sorcery Studios. La licenza della Arthaus per l'ambientazione di Ravenloft venne poi passata a Wizards of the Coast il 15 agosto 2005, ma la Sword & Sorcery mantenne i diritti di vendita delle proprie giacenze fino al giugno 2006. A causa di questo cambiamento significa che il supplemento Ravenloft Guida alle Nebbie di Van Richten non venne stampato, ma distribuito come download pubblico nel tardo settembre 2005.
Al momento il futuro dell'ambientazione Ravenloft è sconosciuto.
Nel 2006, la Wizards of the Coast annunciò la ristampa dei romanzi di Ravenloft: Vampiro delle Nebbie e Morte di un Signore Oscuro, fomentando l'idea che altre ristampe o nuovi materiali potrebbero essere presto pronti. Anche una conversione in edizione 3.5 dell'avventura classica di Ravenloft, Castello Ravenloft, è stata pubblicata nel novembre 2008 ed a breve è arrivata anche in italiano..

## Giochi pubblicati

### AD&D 1ª edizione
- Laura Hickman e Tracy Hickman (1983). I6: Ravenloft. TSR.
- Laura Hickman e Tracy Hickman (1986). I10: Ravenloft II: The House on Gryphon Hill. TSR. ISBN 0-88038-322-4
- Mark O'Reilly (2001). DF5: Horror of Spider Point. Dragonsfoot UK.

### AD&D 2
- Andria Hayday e Bruce Newsmith (1990). Ravenloft: Realm of Terror. TSR. ISBN 0-88038-853-6
- Blake Mobley (1990). RA1: Feast of Goblyns. TSR. ISBN 0-88038-877-3
- Dale "Slade" Henson e J. Robert King (1991). RR2: Book of Crypts. TSR. ISBN 1-56076-142-3
- William W. Connors, Andria Hayday, Bruce Lowder e Bruce Nesmith (1991). RR1: Darklords. TSR. ISBN 1-56076-137-7
- Nigel Findley (1991). RR3: Van Richten's Guide to Vampires. TSR. ISBN 1-56076-151-2
- Introduction to the Land of the Mists. TSR.
- Bruce Nesmith (1991). RA3: Touch of Death. TSR. ISBN 1-56076-144-X
- Anne Brown (1991). RA2: Ship of Horrors. TSR. ISBN 1-56076-127-X
- William W. Connors (1991). MC10: Monstrous Compendium Ravenloft Appendix. TSR. ISBN 1-56076-108-3
- Scott Bennie e Colin McComb (1992). RR4: Islands of Terror. TSR. ISBN 1-56076-349-3
- William W. Connors (1992). RR5: Van Richten's Guide to Ghosts. TSR. ISBN 1-56076-351-5
- David Wise (1992). RQ2: Thoughts of Darkness. TSR. ISBN 1-56076-353-1
- William W. Connors e Bruce Nesmith (1992). Forbidden Lore. TSR. ISBN 1-56076-354-X
- Bruce Nesmith (1992). RQ3: From the Shadows. TSR. ISBN 1-56076-356-6
- Bill Slavicsek (1992). RQ1: Night of the Walking Dead. TSR. ISBN 1-56076-350-7
- Lisa Smedman (1993). Castles Forlorn. TSR. ISBN 1-56076-645-X
- Laura Hickman e Tracy Hickman (1993). RM4: House of Strahd. TSR.
- Eric W. Haddock (1993). RS1: Van Richten's Guide to the Lich. TSR. ISBN 1-56076-572-0
- Bruce Nesmith (1993). RM2: The Created. TSR.
- William W. Connor (1993). RM3: Web of Illusion. TSR.
- Richard Baker (1993). Dark of the Moon. TSR. ISBN 1-56076-688-3
- Eric Haddock e David Wise (1993). RM1: Roots of Evil. TSR. ISBN 1-56076-597-6
- William W. Connors (1993). MC15: Monstrous Compendium Ravenloft Appendix II: Children of the Night. TSR. ISBN 1-56076-586-0
- Nigel Findley (1993). RR7: Van Richten's Guide to Werebeasts. TSR. ISBN 1-56076-633-6
- Bruce Nesmith e Lisa Smedman (1994). Hour of the Knife. TSR. ISBN 1-56076-892-4
- Lisa Smedman (1994). The Awakening. TSR. ISBN 1-56076-883-5
- Skip Williams (1994). Van Richten's Guide to the Ancient Dead. TSR. ISBN 1-56076-873-8
- Colin McComb (1994). Howls in the Night. TSR. ISBN 1-56076-927-0
- Andria Hayday e Bruce Newsmith (1994). Ravenloft Campaign Setting. TSR. ISBN 1-56076-942-4
- Teeuwynn Woodruff (1994). Van Richten's Guide to the Created. TSR. ISBN 1-56076-819-3
- Lisa Smedman (1994). Adam's Wrath. TSR. ISBN 1-56076-833-9
- Kirk Botulla, Shane Lacy Hensley, Nicky Rea e Teeuwynn Woodruff (1994). Ravenloft Monstrous Compendium Appendix III: Creatures of Darkness. TSR.
- Shane Lacy Hensley e Bill Slavicsek (1995). The Nightmare Lands. TSR. ISBN 0-7869-0174-8
- Teeuwynn Woodruff (1995). Van Richten's Guide to Fiends. TSR. ISBN 0-7869-0122-5
- William W. Connors (1995). A Light in the Belfry. TSR. ISBN 0-7869-0133-0
- Lisa Smedman (1995). Chilling Tales. TSR. ISBN 0-7869-0142-X
- Lisa Smedman (1995). When Black Roses Bloom. TSR. ISBN 0-7869-0101-2
- Steve Kurtz (1995). The Evil Eye. TSR. ISBN 0-7869-0167-5
- David Wise (1995). Van Richten's Guide to the Vistani. TSR. ISBN 0-7869-0155-1
- Drew Bittner (1995). Circle of Darkness. TSR. ISBN 0-7869-0128-4
- Jeff Grubb (1995). Neither Man nor Beast. TSR. ISBN 0-7869-0205-1
- Lisa Smedman (1996). Death Unchained. TSR.
- Lisa Smedman (1996). Death Ascendant. TSR.
- Johnathan Ariadne Caspian, Paul Culotta, Carol L. Johnson e Steve Miller (1996). Children of the Night: Vampires . TSR. ISBN 0-7869-0378-3
- William W. Connors e Lisa Smedman (1996). Requiem: The Grim Harvest. TSR.
- William W. Connors e Dave Gross (1996). Bleak House: The Death of Rudolph van Richten. TSR. ISBN 0-7869-0386-4
- William W. Connors (1996). Forged of Darkness. TSR.
- William W. Connors (1996). Ravenloft Monstrous Compendium Appendices I & II. TSR. ISBN 0-7869-0392-9
- William W. Connors e Steve Miller (1997). Domains of Dread. TSR. ISBN 0-7869-0672-3
- Anne Brown, Steven Brown, Dale A. Donovan, Miranda Horner, L. L. Hundal, Steve Miller, John D. Rateliff, Sean K. Reynolds, Cindi Rice, Ed Stark, Doug Stewart, Dan Wengar, Robert Wiese e David Wise (1997). Children of the Night: Ghosts. TSR. ISBN 0-7869-0752-5
- William W. Connors (1997). The Forgotten Terror. TSR. ISBN 0-7869-0699-5
- William W. Connors (1998). Champions of the Mists. TSR. ISBN 0-7869-0765-7
- William W. Connors (1998). Children of the Night: Werebeasts. TSR. ISBN 0-7869-1202-2
- William W. Connors, John D. Rateliff e Cindi Rice (1998). The Shadow Rift. TSR. ISBN 0-7869-1200-6
- Monte Cook (1998). Vecna Reborn. TSR. ISBN 0-7869-1201-4
- Kevin Melka e Steve Miller (1998). Servants of Darkness. TSR.
- John W. Mangrum e Steve Miller (1999). Carnival. TSR. ISBN 0-7869-1382-7
- Laura Hickman e Tracy Hickman (1999). Ravenloft Silver Anniversary Edition. TSR.
- William W. Connors, Eric W. Haddock, Skip Williams, David Wise e David Wu (1999). Van Richten's Monster Hunter's Compendium Volume Two. TSR. ISBN 0-7869-1507-2
- Peter Adkison, William W. Connors, Dave Gross, Miranda Horner, Harold Johnson, John W. Mangrum, Steve Miller, Thomas M. Reid, Cindi Rice, Lucien Soulban, Stan!, Ed Stark e David Wise (1999). Children of the Night: The Created. TSR. ISBN 0-7869-1360-6
- Nigel Findley e Teeuwynn Woodruff (1999). Van Richten's Monster Hunter's Compendium Volume One. TSR. ISBN 0-7869-1447-5
- Steve Miller, David Wise e Teeuwynn Woodruff (2000). Van Richten's Monster Hunter's Compendium Volume Three. TSR. ISBN 0-7869-1613-3
- Mik Calow (2005). DF19: Church of the Poisoned Mind. Dragonsfoot UK.

### Dungeons & Dragons 3
- Andrew Cermak, John W. Mangrum e Andrew Wyatt (2002). Ravenloft Limited Edition. Sword & Sorcery.
- Andrew Cermak, John W. Mangrum e Andrew Wyatt (2002). Ravenloft. Sword & Sorcery. ISBN 1-58846-075-4
- Andrew Cermak, John W. Mangrum e Andrew Wyatt (2002). Secrets of the Dread Realms. Sword & Sorcery. ISBN 1-58846-076-2
- Beth Bostic, Bernard E. Cana, Jackie Cassada, Andrew Cermak, Leonard Dessert, Robert Farnsworth, Christopher S. Gurney, Carla Hollar, Jeffrey Kahrs, Brett King, Rucht Lilavivat, Stewart MacWilliam, John W. Mangrum, Joe Masdon, Tadd McDivitt, Nicky Rea, John Richardson, C. Bryant Strickland, Andrew Wyatt e Fred Yelk (2002). Denizens of Darkness. Sword & Sorcery. ISBN 1-58846-077-0
- Andrew Cermak, John W. Mangrum, Ryan Naylor, Chris Nichols e Andrew Wyatt (2002). Van Richten's Arsenal Volume 1. Sword & Sorcery. ISBN 1-58846-079-7
- Andrew Cermak, John W. Mangrum, Chris Nichols e Andrew Wyatt (2002). Ravenloft Gazetteer Volume I. Sword & Sorcery. ISBN 1-58846-080-0
- Jackie Cassada e Nicky Rea (2002). Ravenloft: Denizens of Darkness. Sword & Sorcery. ISBN 1-58846-077-0
- Beth Bostic, Carla Hollar e Tadd McDivitt (2002). Champions of Darkness. Sword & Sorcery. ISBN 1-58846-081-9
- Brian Campbell, James Lowder e Peter Woodworth (2002). Heroes of Light. Sword & Sorcery. ISBN 1-58846-082-7
- John W. Mangrum, Ryan Naylor, Chris Nichols e Andrew Wyatt (2003). Ravenloft Gazetteer Volume II. Sword & Sorcery. ISBN 1-58846-830-5
- John W. Mangrum, Stuart Turner, Peter Woodworth e Andrew Wyatt (2003). Ravenloft Gazetteer Volume III. Sword & Sorcery. ISBN 1-58846-086-X
- Rucht Lilavivat e Ryan Naylor (2003). Van Richten's Guide to the Walking Dead. Sword & Sorcery. ISBN 1-58846-085-1

### Dungeons & Dragons 3.5
- Andrew Cermak, John W. Mangrum e Andrew Wyatt (2003). Ravenloft Player's Handbook. Sword & Sorcery. ISBN 1-58846-091-6
- Brian Campbell, Carla Hollar, Rucht Lilavivat, John W. Mangrum, Anthony Pryor, Peter Woodworth e Andrew Wyatt (2003). Ravenloft Dungeon Master's Guide. Sword & Sorcery. ISBN 1-58846-084-3
- Andrew Cermak, John W. Mangrum, Steve Miller, Ryan Naylor e Andrew Wyatt (2004). Ravenloft Gazetteer Volume V. Sword & Sorcery. ISBN 1-58846-964-6
- Steve Miller, Anthony Pryor, Penny Williams e Skip Williams (2004). Legacy of the Blood. Sword & Sorcery. ISBN 1-58846-089-4
- Jackie Cassada e Nicky Rea (2004). Ravenloft: Denizens of Dread. Sword & Sorcery. ISBN 1-58846-951-4
- Brett King, Rucht Lilavivat, Tadd McDivitt e Penny Williams (2004). Van Richten's Guide to the Shadow Fey. Sword & Sorcery. ISBN 1-58846-088-6
- Harold Johnson, Steve Miller e Ryan Naylor (2005). Dark Tales and Disturbing Legends. Sword & Sorcery. ISBN 1-58846-787-2
- James Lowder, John W. Mangrum, Ryan Naylor, Anthony Pryor, Voronica Whitney-Robinson e Andrew Wyatt (2004). Ravenloft Gazetteer Volume IV. Sword & Sorcery. ISBN 1-58846-087-8
- Bruce R. Cordell e James Wyatt (2006). Expedition to Castle Ravenloft. Wizards of the Coast. ISBN 0-7869-3946-X

### Librogame
La TSR pubblicò il seguente librogame:
- Jean F. Blashfield (1986). Il signore di Ravenloft (Master of Ravenloft). Super Endless Quest. TSR. Pubblicato in Italia nella collana Advanced Dungeons & Dragons della Edizioni EL

### Giochi da tavolo
- Michael Mearls e Bill Slavicsek (2010). Castle Ravenloft Board Game. Wizards of the Coast. ISBN 978-0-7869-5557-2

## Romanzi
- James Lowder. Il Cavaliere della Rosa Nera (Knight of the Black Rose, 1991). Armenia Editore, 2003. Pone Lord Soth di Dragonlance nel Semipiano del Terrore.
- J. Robert King. Profonda Notte (Hearth of Midnight, 1992). Armenia Editore. Incentrato sul tema della Vendetta, vi compare il lupo mannaro Harkon Lukas.
- Christie Golden. Danza Fatale (Dance of The Dead, 1992). Armenia Editore, 1994. La storia di un battello magico e di una ragazza dalle capacità magiche legate alla sua danza.
- James Lowder. Lo Spettro della Rosa Nera (Spectre of the Black Rose, 1999). Armenia Editore, 2004. L'uscita di Lord Soth da Ravenloft e i fatti che portarono a questo evento.
- P.N. Elrod. Il Signore di Ravenloft (I, Strahd, 1993). Armenia Editore, 2005. Incentrato su Strahd.
- P.N. Elrod. La Guerra contro Azalin (I, Strahd: The War Against Azalin, 1998). 2006. L'incontro tra Strahd e Azalin (personaggio di Greyhawk).
- Laurell K. Hamilton Morte di un signore oscuro (Death of a Darklord, 1997). 2007. Le nebbie di Ravenloft e Harkon Lukas.
- Christie Golden. Il vampiro delle brume (Vampire of the Mists, 1991). 2008. Protagonista l'elfo vampiro Jandar Sunstar.
- Elaine Bergstrom. L'arazzo delle anime perdute (Tapestry of Dark Souls, 1993). 2008. La storia di un artefatto del male.